# Campeonato Mundial de Media Maratón de 2004
El Campeonato Mundial de Media Maratón Nueva Delhi 2004 fue una competición de media maratón organizada por la Asociación Internacional de Federaciones de Atletismo (IAAF en inglés). La decimotercera edición tuvo lugar el 3 de octubre de 2004 en Nueva Delhi, India. Contó con la participación de 152 atletas provenientes de 55 países. La carrera masculina comenzó a las 8:00 tiempo local, mientras que la femenina dio inicio a las 9:20 horas.
Esta competencia se incorporó al primer Campeonato Asiático de Media Maratón. Abdullah Ahmed Hassan de Catar y Sun Yingjie de China fueron los ganadores inaugurales. Sin embargo, dicho torneo no ha vuelto a llevarse a cabo.

## Medallero
| Evento                  | Oro                       | Plata                           | Bronce                                       |
| ----------------------- | ------------------------- | ------------------------------- | -------------------------------------------- |
| Individual              |                           |                                 |                                              |
| Media maratón masculina | Paul Kirui Kenia 1:02:15  | Fabiano Joseph Tanzania 1:02:31 | Ahmed Hassan Abdullah Catar 1:02:36          |
| Media maratón femenina  | Sun Yingjie China 1:08:40 | Lydia Cheromei Kenia 1:09:00    | Constantina Diţă-Tomescu · Rumania · 1:09:07 |
| Por equipos             |                           |                                 |                                              |
| Media maratón masculina | Kenia 3:07:55             | Etiopía 3:08:37                 | Uganda 3:13:48                               |
| Media maratón femenina  | Etiopía 3:36:00           | Rumania · 3:36:08               | Rusia · 3:38:21                              |

## Resultados

### Media maratón masculina
Los resultados de la carrera de media maratón masculina fueron los siguientes:
| Pos.                                | Nombre                   | País           | Tiempo  | Notas           |
| ----------------------------------- | ------------------------ | -------------- | ------- | --------------- |
| Medalla de oro, Juegos Olímpicos    | Paul Kirui               | Kenia          | 1:02:15 |                 |
| Medalla de plata, Juegos Olímpicos  | Fabiano Joseph           | Tanzania       | 1:02:31 |                 |
| Medalla de bronce, Juegos Olímpicos | Ahmed Hassan Abdullah    | Catar          | 1:02:36 | Récord nacional |
| 4                                   | John Cheruiyot Korir     | Kenia          | 1:02:38 |                 |
| 5                                   | Solomon Tsige            | Etiopía        | 1:02:42 |                 |
| 6                                   | Alene Emere              | Etiopía        | 1:02:52 |                 |
| 7                                   | Wilson Busienei          | Uganda         | 1:02:55 | Personal Best   |
| 8                                   | Wilson Kiprotich Kebenei | Kenia          | 1:03:02 |                 |
| 9                                   | Berhanu Addane           | Etiopía        | 1:03:03 |                 |
| 10                                  | Abebe Dinkessa           | Etiopía        | 1:04:06 |                 |
| 11                                  | Yonas Kifle              | Eritrea        | 1:04:19 |                 |
| 12                                  | Ayele Setegne            | Israel         | 1:04:41 |                 |
| 13                                  | Martín Toroitich         | Uganda         | 1:04:48 | Season Best     |
| 14                                  | Yukinobu Nakazaki        | Japón          | 1:04:48 |                 |
| 15                                  | Samson Kiflemariam       | Eritrea        | 1:05:00 | Personal Best   |
| 16                                  | Yoshinori Oda            | Japón          | 1:05:03 |                 |
| 17                                  | Terumasa Okamura         | Japón          | 1:05:19 |                 |
| 18                                  | Justin Young             | Estados Unidos | 1:05:33 |                 |
| 19                                  | Aziz Driouche            | Marruecos      | 1:05:41 |                 |
| 20                                  | Lewis Masunda            | Zimbabue       | 1:05:42 |                 |
| 21                                  | Tesfayohannes Mesfen     | Eritrea        | 1:05:45 |                 |
| 22                                  | Fernando Rey             | España         | 1:05:51 |                 |
| 23                                  | Moulay Ali Ouadih        | Francia        | 1:05:59 |                 |
| 24                                  | Larbi Zéroual            | Francia        | 1:06:01 |                 |
| 25                                  | Yevgeniy Rybakov         | Rusia          | 1:06:02 |                 |
| 26                                  | Gabalebe Moloko          | Botsuana       | 1:06:04 |                 |
| 27                                  | Joseph Nsubuga           | Uganda         | 1:06:05 | Season Best     |
| 28                                  | Stephen Rogart           | Tanzania       | 1:06:11 |                 |
| 29                                  | Masatoshi Ibata          | Japón          | 1:06:25 |                 |
| 30                                  | Jumah Al-Noor            | Catar          | 1:06:42 |                 |
| 31                                  | Jeroen van Damme         | Países Bajos   | 1:06:52 |                 |
| 32                                  | Víctor Morente           | España         | 1:06:56 |                 |
| 33                                  | Leonid Shvetsov          | Rusia          | 1:06:58 |                 |
| 34                                  | Rachid El-Ghanmouni      | Marruecos      | 1:07:01 |                 |
| 35                                  | Aleksandr Vasilyev       | Rusia          | 1:07:05 |                 |
| 36                                  | Eliphas Maiyo            | Uganda         | 1:07:12 |                 |
| 37                                  | Mohamed Serbouti         | Francia        | 1:07:24 |                 |
| 38                                  | Magnus Michelsson        | Australia      | 1:07:41 |                 |
| 39                                  | Yared Asmeron            | Eritrea        | 1:07:48 |                 |
| 40                                  | Hakim Bagy               | Francia        | 1:07:49 |                 |
| 41                                  | Carlos Jaramillo         | Chile          | 1:07:51 |                 |
| 42                                  | Nandana Ratnayake        | Sri Lanka      | 1:08:00 |                 |
| 43                                  | Foaad Abubaker           | Catar          | 1:08:13 |                 |
| 44                                  | Ajith Bandara            | Sri Lanka      | 1:08:25 |                 |
| 45                                  | Oliver Dietz             | Alemania       | 1:08:29 |                 |
| 46                                  | James Kibet              | Uganda         | 1:08:36 |                 |
| 47                                  | Josh Cox                 | Estados Unidos | 1:08:38 |                 |
| 48                                  | Teddy Mitchell           | Estados Unidos | 1:08:39 | Personal Best   |
| 49                                  | Nick Cordes              | Estados Unidos | 1:08:43 |                 |
| 50                                  | Kabo Gabaseme            | Botsuana       | 1:09:00 |                 |
| 51                                  | Menon Ramsamy            | Mauricio       | 1:09:05 |                 |
| 52                                  | Dhako Naftali            | Tanzania       | 1:09:11 |                 |
| 53                                  | Mikhail Khobotov         | Rusia          | 1:09:23 |                 |
| 54                                  | Grigoriy Andreyev        | Rusia          | 1:09:37 |                 |
| 55                                  | Kaelo Mosalagae          | Botsuana       | 1:10:10 | Personal Best   |
| 56                                  | Sin Jung-Hoon            | Corea del Sur  | 1:10:12 |                 |
| 57                                  | Stephen Drew             | Canadá         | 1:10:13 |                 |
| 58                                  | Kevin Collins            | Estados Unidos | 1:10:32 |                 |
| 59                                  | Ram Bahadur Subha        | India          | 1:10:33 |                 |
| 60                                  | Slavko Petrović          | Croacia        | 1:10:47 |                 |
| 61                                  | Simon Labiche            | Seychelles     | 1:10:52 |                 |
| 62                                  | Tsotang Maine            | Lesoto         | 1:11:08 |                 |
| 63                                  | Sipho Dlamini            | Suazilandia    | 1:11:31 |                 |
| 64                                  | Suliman Al-Ghodran       | Jordania       | 1:11:41 |                 |
| 65                                  | Muresh Kumar Yadav       | India          | 1:11:53 |                 |
| 66                                  | Ajith Singh              | India          | 1:12:05 |                 |
| 67                                  | Andrey Chigidinov        | Kazajistán     | 1:12:07 |                 |
| 68                                  | José Alejandro Semprún   | Venezuela      | 1:12:12 |                 |
| 69                                  | Raj Kumar                | India          | 1:12:12 |                 |
| 70                                  | Yousef Al-Hadhrami       | Omán           | 1:12:24 |                 |
| 71                                  | Uttam Khatri             | Nepal          | 1:12:29 |                 |
| 72                                  | Mohan Chandr Kapri       | India          | 1:12:49 |                 |
| 73                                  | René Herrera             | Filipinas      | 1:15:06 |                 |
| 74                                  | Arjun Prasad Dhakal      | Nepal          | 1:16:16 |                 |
| 75                                  | Marcel Tschopp           | Liechtenstein  | 1:16:45 |                 |
| 76                                  | Amnuay Tongmit           | Tailandia      | 1:17:29 |                 |
| 77                                  | Mihail Faiskanov         | Kirguistán     | 1:18:37 |                 |
| 78                                  | Pema Tshewang            | Bután          | 1:18:45 | Personal Best   |
| 79                                  | Hem Bunting              | Camboya        | 1:19:40 | Récord nacional |
| 80                                  | Wong Wang Keung          | Hong Kong      | 1:19:42 |                 |
| 81                                  | Steve Osadiuk            | Canadá         | 1:21:26 |                 |
| 82                                  | Nara Bahadur Khatri      | Nepal          | 1:22:32 |                 |
| 83                                  | Yac Aboub Abu Turkey     | Palestina      | 1:22:59 |                 |
| 84                                  | Hussein Riyaz            | Maldivas       | 1:25:19 |                 |
| —                                   | Franck de Almeida        | Brasil         | DNF     |                 |
| —                                   | Ieong Chio Wa            | Macao          | DNF     |                 |
| —                                   | Abdelhadi Habassa        | Marruecos      | DNF     |                 |
| —                                   | Ridouane Harroufi        | Marruecos      | DNF     |                 |
| —                                   | Javier Cortés            | España         | DNF     |                 |
| —                                   | Mohamed Msenduki Ikoki   | Tanzania       | DNF     |                 |
| —                                   | Kemal Tuvakuliyev        | Turkmenistán   | DNF     |                 |
| —                                   | Wai Kin Lok              | Macao          | DNS     |                 |
| —                                   | Nurridin Irmatov         | Tayikistán     | DNS     |                 |
| —                                   | Abdul Aziz Ali Ahmed     | Yemen          | DNS     |                 |

### Media maratón femenina
Los resultados de la carrera de media maratón femenina fueron los siguientes:
| Pos.                                | Nombre                       | País                | Tiempo  | Notas           |
| ----------------------------------- | ---------------------------- | ------------------- | ------- | --------------- |
| Medalla de oro, Juegos Olímpicos    | Sun Yingjie                  | China               | 1:08:40 | Récord nacional |
| Medalla de plata, Juegos Olímpicos  | Lydia Cheromei               | Kenia               | 1:09:00 | Personal Best   |
| Medalla de bronce, Juegos Olímpicos | Constantina Tomescu          | Rumania             | 1:09:07 |                 |
| 4                                   | Sonia O'Sullivan             | Irlanda             | 1:10:33 |                 |
| 5                                   | Yuki Saito                   | Japón               | 1:11:05 |                 |
| 6                                   | Eyerusalem Kuma              | Etiopía             | 1:11:07 |                 |
| 7                                   | Irina Timofeyeva             | Rusia               | 1:11:17 |                 |
| 8                                   | Bezunesh Bekele              | Etiopía             | 1:11:23 |                 |
| 9                                   | Alina Ivanova                | Rusia               | 1:12:17 |                 |
| 10                                  | Mihaela Botezan              | Rumania             | 1:12:36 |                 |
| 11                                  | Gloria Marconi               | Italia              | 1:12:42 |                 |
| 12                                  | Zhou Chunxiu                 | China               | 1:12:52 |                 |
| 13                                  | Kei Terada                   | Japón               | 1:13:07 |                 |
| 14                                  | Rita Jeptoo                  | Kenia               | 1:13:08 |                 |
| 15                                  | Teyba Erkesso                | Etiopía             | 1:13:30 |                 |
| 16                                  | Adanech Zekiros              | Etiopía             | 1:13:50 | Personal Best   |
| 17                                  | Živilė Balčiūnaitė           | Lituania            | 1:13:53 |                 |
| 18                                  | Luminița Talpoș              | Rumania             | 1:14:25 |                 |
| 19                                  | Isabel Eizmendi              | España              | 1:14:37 |                 |
| 20                                  | Keiko Isogai                 | Japón               | 1:14:39 |                 |
| 21                                  | Yelena Burykina              | Rusia               | 1:14:47 |                 |
| 22                                  | Irina Safarova               | Rusia               | 1:14:52 |                 |
| 23                                  | Patrizia Tisi                | Italia              | 1:14:58 |                 |
| 24                                  | Fatiha Klilech-Fauvel        | Francia             | 1:15:05 |                 |
| 25                                  | Aurica Buia                  | Rumania             | 1:15:10 |                 |
| 26                                  | Christelle Daunay            | Francia             | 1:15:28 |                 |
| 27                                  | María Luisa Lárraga          | España              | 1:15:41 |                 |
| 28                                  | Petra Kamínková/Drajzajtlová | República Checa     | 1:15:46 |                 |
| 29                                  | Yamna Oubouhou               | Francia             | 1:15:53 |                 |
| 30                                  | Ivana Iozzia                 | Italia              | 1:15:59 |                 |
| 31                                  | Fumi Murata                  | Japón               | 1:16:32 |                 |
| 32                                  | Kenza Wahbi                  | Marruecos           | 1:16:41 |                 |
| 33                                  | Emily Nay                    | Estados Unidos      | 1:17:09 |                 |
| 34                                  | Vincenza Sicari              | Italia              | 1:17:30 |                 |
| 35                                  | Kimberly Fitchen-Young       | Estados Unidos      | 1:17:40 |                 |
| 36                                  | Melissa White                | Estados Unidos      | 1:18:42 |                 |
| 37                                  | Elena Fetizon                | Francia             | 1:19:13 |                 |
| 38                                  | Heather Tanner               | Estados Unidos      | 1:19:48 |                 |
| 39                                  | Adriana da Silva             | Brasil              | 1:19:49 |                 |
| 40                                  | María Zambrano               | Canadá              | 1:21:41 |                 |
| 41                                  | Irmalyn Falcón               | Puerto Rico         | 1:21:58 |                 |
| 42                                  | Sujeewa Jayasena             | Sri Lanka           | 1:22:07 |                 |
| 43                                  | Anastasiya Padalinskaya      | Bielorrusia         | 1:22:44 |                 |
| 44                                  | Marina Gurbina               | Kazajistán          | 1:22:52 |                 |
| 45                                  | Geeta Rani                   | India               | 1:22:59 | Personal Best   |
| 46                                  | Sarita Marbade               | India               | 1:23:23 | Personal Best   |
| 47                                  | Purshot Laima Devi           | India               | 1:24:38 |                 |
| 48                                  | Pushpa Devi                  | India               | 1:24:44 |                 |
| 49                                  | Saiphon Piawong              | Tailandia           | 1:25:20 | Récord nacional |
| 50                                  | Ida Kiyindou                 | República del Congo | 1:25:42 |                 |
| 51                                  | Matirinta Mota               | Lesoto              | 1:28:44 |                 |
| 52                                  | Sarbjett Kaur                | India               | 1:28:48 |                 |
| 53                                  | Vivian Tang                  | Singapur            | 1:29:22 |                 |
| 54                                  | Rashida Sarbasova            | Kazajistán          | 1:30:20 |                 |
| 55                                  | Olesia Orlova                | Kirguistán          | 1:36:56 |                 |
| 56                                  | Nirmala Bharati              | Nepal               | 1:44:30 |                 |
| 57                                  | Zulaikha Ali                 | Maldivas            | 1:44:39 |                 |
| 58                                  | Marina Tutynina              | Turkmenistán        | 1:44:52 |                 |
| —                                   | Tenzin Yangdon               | Bután               | DNF     |                 |
| —                                   | Emily Kimuria                | Kenia               | DNF     |                 |
| —                                   | Hafida Izem                  | Marruecos           | DNF     |                 |

## Resultados por equipos

### Media maratón masculina
La clasificación final por equipos de la carrera de media maratón masculina fue la siguiente:
| Rank                                | País           | Equipo                                                   | Tiempo  |
| ----------------------------------- | -------------- | -------------------------------------------------------- | ------- |
| Medalla de oro, Juegos Olímpicos    | Kenia          | Paul Kirui John Cheruiyot Korir Wilson Kiprotich Kebenei | 3:07:55 |
| Medalla de plata, Juegos Olímpicos  | Etiopía        | Solomon Tsige Alene Emere Berhanu Addane                 | 3:08:37 |
| Medalla de bronce, Juegos Olímpicos | Uganda         | Wilson Busienei Martin Toroitich Joseph Nsubuga          | 3:13:48 |
| 4                                   | Eritrea        | Yonas Kifle Samson Kiflemariam Tesfayohannes Mesfen      | 3:15:04 |
| 5                                   | Japón          | Yukinobu Nakazaki Yoshinori Oda Terumasa Okamura         | 3:15:10 |
| 6                                   | Catar          | Ahmed Hassan Abdullah Jumah Al-Noor Foaad Abubaker       | 3:17:31 |
| 7                                   | Tanzania       | Fabiano Joseph Stephen Rogart Dhako Naftali              | 3:17:53 |
| 8                                   | Francia        | Moulay Ali Ouadih Larbi Zéroual Mohamed Serbouti         | 3:19:24 |
| 9                                   | Rusia          | Yevgeniy Rybakov Leonid Shvetsov Aleksandr Vasilyev      | 3:20:05 |
| 10                                  | Estados Unidos | Justin Young Josh Cox Teddy Mitchell                     | 3:22:50 |
| 11                                  | Botsuana       | Gabalebe Moloko Kabo Gabaseme Kaelo Mosalagae            | 3:25:14 |
| 12                                  | India          | Ram Bahadur Subha Muresh Kumar Yadav Ajith Singh         | 3:34:31 |
| 13                                  | Nepal          | Uttam Khatri Arjun Prasad Dhakal Nara Bahadur Khatri     | 3:51:17 |
| —                                   | Marruecos      | Aziz Driouche Rachid El-Ghanmouni Abdelhadi Habassa      | DNF     |
| —                                   | España         | Fernando Rey Víctor Morente Javier Cortés                | DNF     |

### Media maratón femenina
La clasificación final por equipos de la carrera de media maratón femenina fue la siguiente:
| Rank                                | País           | Equipo                                                   | Tiempo  |
| ----------------------------------- | -------------- | -------------------------------------------------------- | ------- |
| Medalla de oro, Juegos Olímpicos    | Etiopía        | Eyerusalem Kuma Bezunesh Bekele Teyba Erkesso            | 3:36:00 |
| Medalla de plata, Juegos Olímpicos  | Rumania        | Constantina Diţă-Tomescu Mihaela Botezan Luminița Talpoș | 3:36:08 |
| Medalla de bronce, Juegos Olímpicos | Rusia          | Irina Timofeyeva Alina Ivanova Yelena Burykina           | 3:38:21 |
| 4                                   | Japón          | Yuki Saito Kei Terada Keiko Isogai                       | 3:38:51 |
| 5                                   | Italia         | Gloria Marconi Patrizia Tisi Ivana Iozzia                | 3:43:39 |
| 6                                   | Francia        | Fatiha Klilech-Fauvel Christelle Daunay Yamna Oubouhou   | 3:46:26 |
| 7                                   | Estados Unidos | Emily Nay Kimberly Fitchen-Young Melissa White           | 3:53:31 |
| 8                                   | India          | Geeta Rani Sarita Marbade Purshot Laima Devi             | 4:11:00 |
| —                                   | Kenia          | Lydia Cheromei Rita Sitienei Jeptoo Emily Kimuria        | DNF     |

## Participación
El número de participantes en el campeonato fue de 152 atletas (91 hombres y 61 mujeres) que representaron a 55 países está informado. A pesar de haber confirmado su asistencia, los corredores de  Tayikistán y  Yemen no se presentaron.
- Alemania
- Australia
- Bielorrusia
- Bután
- Botsuana
- Brasil
- Camboya
- Canadá
- Catar
- Chile
- China
- República del Congo
- Croacia
- Eritrea
- España
- Estados Unidos
- Etiopía
- Francia
- Hong Kong
- India
- Irlanda
- Israel
- Italia
- Japón
- Jordania
- Kazajistán
- Kenia
- Kirguistán
- Lesoto
- Liechtenstein
- Lituania
- Macao
- Maldivas
- Mauricio
- Marruecos
- Nepal
- Países Bajos
- Omán
- Palestina
- Filipinas
- Puerto Rico
- República Checa
- Rumania
- Rusia
- Seychelles
- Singapur
- Corea del Sur
- Sri Lanka
- Suazilandia
- Tanzania
- Tailandia
- Turkmenistán
- Uganda
- Venezuela
- Zimbabue